# Shigehisa Fujikawa
Shigehisa Fujikawa (藤川 繁久, Fujikawa Shigehisa), né à Onohara, dans la préfecture de Kagawa, est un astronome japonais connu pour avoir découvert, co-découvert ou redécouvert plusieurs comètes.
Il retrouve, le 9 octobre 1978, la comète périodique découverte le 4 octobre 1881 par William Frederick Denning qui n'avait plus été observée depuis. Il devient ainsi le codécouvreur de la comète qui est officiellement nommée 72P/Denning-Fujikawa.
Il a co-découvert avec Tetuo Kudo la comète non périodique C/2002 X5 (Kudo-Fujikawa).
Il est également co-découvreur de la comète C/2018 V1 (Machholz-Fujikawa-Iwamoto) avec Donald Machholz et Masayuki Iwamoto.